# 小林照朗

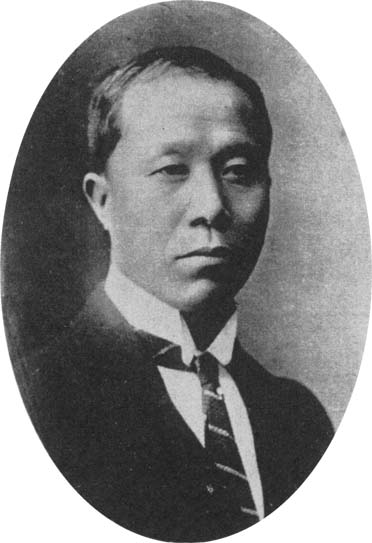
小林照朗

小林 照朗（こばやし てるあき、1878年（明治11年）1月2日 - 没年不詳）は、日本の社会学者・教育者。

## 経歴
大阪府出身。1905年（明治38年）、東京帝国大学文科大学哲学科を卒業。佛教大学（現在の龍谷大学）教授を務めるかたわら、京都帝国大学法科大学・文科大学大学院で学んだ。1908年（明治41年）、東京女子高等師範学校教授に任命され、翌年から東京帝国大学文科大学講師を兼ねた。1911年（明治44年）、教育学・社会学研究のためイギリス・フランス・ドイツに留学し、パリ大学・ベルリン大学で学んだ。留学中にロンドンで開催された万国人権会議と、ハーグで開催された万国道徳会議に出席した。1914年（大正3年）、帰国し、1917年（大正6年）に東京女子高等師範学校附属高等女学校となった。その後福岡女子専門学校校長を務めた。

## 著書
- 『日本之社会』（金港堂、1910年）
- 『欧米教育の印象』（育英書院、1916年）
- 『欧米の社会と日本の社会』（日本学術普及会、1916年）